# Dave Valentine
Pas d'image ? Cliquez ici

a Compétitions nationales et continentales officielles uniquement.

b Matchs officiels uniquement.
Dave Valentine né le 12 septembre 1926 à Hawick en Écosse et mort le 14 août 1976 à Leeds, est un joueur de rugby à XV international écossais et de rugby à XIII international britannique évoluant au poste de deuxième ligne et troisième ligne.
Il commence par jouer au rugby à XV à Hawick et dispute le tournoi des Cinq Nations en 1947. À 21 ans, il passe au rugby à XIII avec plusieurs joueurs d'Hawick et signe pour Hudderfield où il effectue toute sa carrière. Il marque profondément l'histoire de ce sport en étant le capitaine de la sélection de Grande-Bretagne qui remporte la Coupe du monde 1954 contre la sélection de France de Puig-Aubert. En club, il remporte le championnat d'Angleterre de rugby à XIII à une reprise en 1949. Son frère Alec Valentine a été également international écossais en rugby à XV dans les années 1950, et son frère Bob Valentine a été international britannique en rugby à XIII.

## Biographie
Dave Valentine est né en Écosse à Hawick. Son père, Paddy Valentine, entraine l'équipe locale de rugby à XV. Après de prometteurs débuts en rugby à XV à Hawick, Dave Valentine est sélectionné à l'âge de vingt ans en équipe d'Écosse pour disputer le tournoi des cinq nations en 1947 où il dispute deux rencontres.
En octobre 1947, les clubs de rugby à XIII le courtisent et c'est Hudderfield qui parvient à le convaincre de rejoindre ce code de rugby avec cinq autres partenaires d'Hawick. Son adaptation au XIII est rapide et lui permet d'être pris dans la sélection de Grande-Bretagne dès 1948, ainsi que de remporter un titre de Championnat d'Angleterre en 1949 et une Coupe d'Angleterre en 1950 avec son unique club Hudderfield.
Avec la sélection britannique lors de la Coupe du monde 1954, il écrit l'une des plus belles pages de son histoire. Promu capitaine d'une sélection composée majoritairement d'Anglais, il était avec David Rose les deux seuls Écossais de la sélection. La sélection reste invaincue tout le long de la compétition et bat la France en finale au Parc des Princes à Paris 16-12.
Il est également le joueur ayant disputé le plus de rencontres avec la sélection nommée « Autres nationalités », cette dernière regroupait tous les joueurs évoluant en Angleterre non anglais et disputait la Coupe d'Europe des nations dans les années 1950. Dave Valentine remporte ainsi à deux reprises la Coupe d'Europe des Nations en 1953 et 1956.
Son passage au rugby à XV et le succès acquis dans ce code a déplu au monde quinziste où Valentine eut des difficultés à renouer le contact avec ses anciens partenaires. C'est ainsi qu'il fut refoulé par le secrétaire du club d'Hawick d'une soirée dans les années 1950 malgré le fait qu'il ait disputé une trentaine de rencontres avec ce club dans les années 1940.
Il décède avant d'avoir 50 ans en développant une tumeur au cerveau.

## Palmarès
- Coupe du monde :
  - 1 fois vainqueur en 1954 (Grande-Bretagne).

- Coupe d'Europe des nations :
  - 2 fois vainqueur en 1953 et 1956 (Autres nationalités).

- Championnat d'Angleterre :
  - 1 fois vainqueur en 1949 (Hudderfield).
  - 1 fois finaliste en 1950 (Hudderfield).

- Coupe d'Angleterre :
  - 1 fois vainqueur en 1953 (Hudderfield)